# Bradashesh
Bradashesh (albanisch auch Bradasheshi) ist ein Dorf in Mittelalbanien westlich der Stadt Elbasan in der gleichnamigen Gemeinde (bashkia). Der Ort hat nicht ganz 9375 Einwohner. Der westliche Nachbarort von Elbasan ist die zweitgrößte Ortschaft im aufgelösten Kreis Elbasan
Bis Sommer 2015 war Bradashesh Zentrum der gleichnamigen Gemeinde (komuna), seither eine Njësia administrative (Verwaltungseinheit) in der Bashkia Elbasan. Die ehemalige Gemeinde verzeichnete 2011 noch 10.700 Einwohner. Zur Njësia administrative gehören 16 weitere Ortschaften: Balëz Lart, Balëz Poshtë, Kusarth, Kozan, Karakullak, Letan, Rrila, Shtëmaj, Ulen, Katund i ri, Fikas, Patresh, Shënmehill, Shijon, Reçan und Gurabardh.
Bradashesh liegt gleich nördlich des großen Industrieareals Stahl der Partei, das während der stalinistischen Herrschaft des Landes unter Enver Hoxha erbaut worden war. Der Ort befindet sich am Nordrand des breiten Tals des Shkumbin-Flusses. Bis zum Stadtzentrum von Elbasan sind es wenig mehr als vier Kilometer. Zwischen Ort und Fluss liegt das große Industrieareal. Der ehemals größte metallurgische Betrieb des Landes mit einem maximalen Ausstoß von 600.000 Tonnen Stahl pro Jahr beschäftigte bis zum Niedergang 1990 etwa 12.000 Arbeiter und verschmutzte die Umwelt des Tals stark. Viele Dörfer der Gemeinde sind im Hügelland nördlich des Ortes verstreut.

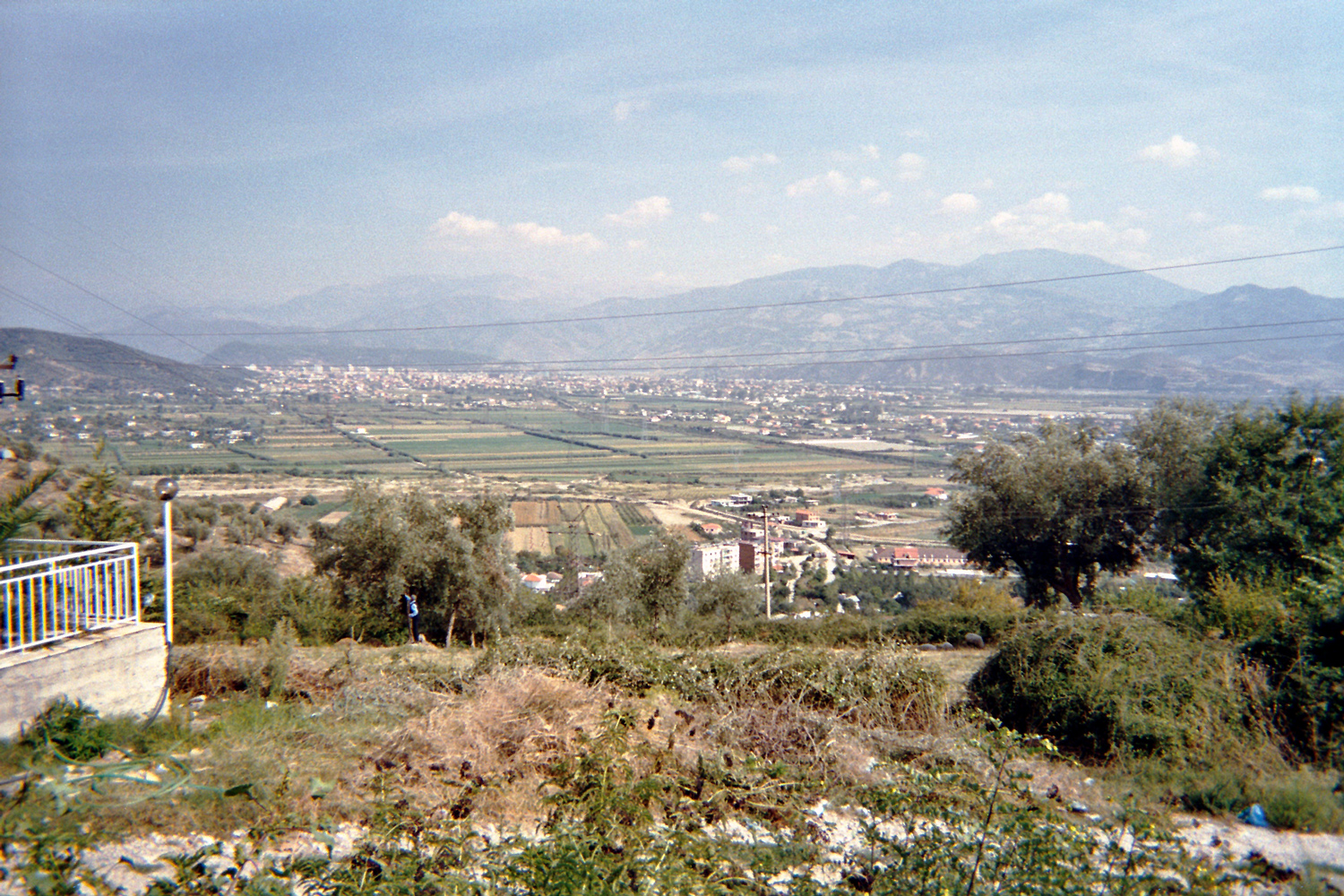
Blick von der Passstraße über den Ort nach Elbasan

In Bradashesh kommen verschiedene Verkehrsachsen zusammen: die Straße von Tirana über den Krraba-Pass und Elbawsan nach Korça (SH3) sowie die wichtige West-Ost-Verbindung von Durrës über Rrogozhina nach Elbasan (SH7) und weiter zur nordmazedonischen Grenze, die auch Teil des internationalen Paneuropäischen Verkehrskorridors VIII ist. Dieser Route entlang dem Flusslauf des Shkumbin folgt auch die längste Eisenbahnlinie Albaniens von Durrës nach Pogradec, die Bradashesh am Südrand passiert (vgl. Bahnstrecke Peqin–Elbasan). Antiker Vorläufer dieser West-Ost-Achse war die Via Egnatia. Aus dieser Zeit zeugen in Bradashesh noch Überreste der Pferdewechselstation Mutatio Ad Quintum, eine größere Anlage mit Thermen vermutlich aus der zweiten Hälfte des 2. Jahrhunderts.